# 72e brigade mixte
La 72e brigade mixte est l'une des brigades mixtes créées par l'Armée Populaire de la République pour la défense de la Seconde République espagnole durant la guerre civile espagnole. Elle est présente sur le Front de Guadalajara, sur le Front de Huesca et lors de la bataille de l'Èbre.

## Histoire
La brigade est formée en janvier 1937 sur le front de Guadalajara, à partir des Milices aragonaises du secteur de Cifuentes, créées en août 1936, dont les bataillons « Aragón », « Marlasca », « Alto Aragón », et « Zaragoza » sont respectivement rebaptisés 285e, 286e, 287e et 288e. Le commandant d'infanterie Jesús Valdés Oroz est nommé pour diriger la Brigade. Son commissaire est José Ignacio Mantecón Navasal et le chef d'État-major est le capitaine de milices Ernesto García Sánchez. La brigade est affectée à la 12e division du colonel Lacalle, avec les 48e, 49e, 50e et 71e Brigades Mixtes.
Elle participe à la bataille de Guadalajara, au sein de la 14e division de Cipriano Mera, et se distingue lors de la prise de Masegoso le 20 mars. En juin 1937, sous le commandement d'Angel Ramírez Rull, la brigade est envoyée sur le front de Huesca et assignée à la 43e division avec les 102e et 130e Brigades Mixtes. En septembre 1937, le chef de milices Antonio Beltrán Casaña dirige la brigade. Après l'Offensive franquiste d'Aragon en mars 1938, la brigade se retrouve à la poche de Bielsa, où elle parvient à résister avec le reste de la division jusqu'au mois de juin. Elle parvient à fuir vers la France et à revenir par la frontière catalane.
La brigade est réorganisée à Gérone, sous le commandement du chef de milices Vicente Amaro Cuervo García et participe à la bataille de l'Èbre. Au début de l'année 1939, elle se trouve à Tarragone et à Barcelone, avant de franchir la frontière française par Portbou à la fin du mois de janvier.
Son organe de communication est la revue Vida Nueva à partir de février 1937, qui était éditée par les Milices d'Aragon.

## Commandements

### Commandants en chef
Au cours de la guerre, plusieurs personnes ont commandé la brigade : 
- Commandant d'infanterie Jesús Valdés Oroz ;
- Chef de milices Mariano Román Urquiri ;
- Commandant d'infanterie Angel Ramírez Rull ;
- Chef de milices Antonio Beltrán Casaña ;
- Chef de milices Vicente Amaro Cuervo García.

### Commissaires
- José Ignacio Mantecón Navasal, de la Gauche républicaine ;
- Eduardo Castillo Blasco, du PSOE ;
- Román Pérez Funes, du PCE.